# Communauté de communes de Ventadour-Égletons-Monédières
Die Communauté de communes de Ventadour-Égletons-Monédières (offizielle Schreibweise: Communauté de communes de Ventadour - Égletons - Monédières) ist ein französischer Gemeindeverband mit der Rechtsform einer Communauté de communes im Département Corrèze in der Region Nouvelle-Aquitaine. Sie wurde am 29. Dezember 1997 gegründet und umfasst 19 Gemeinden. Der Verwaltungssitz befindet sich im Ort Lapleau.

## Historische Entwicklung
Der ursprünglich aus 17 Gemeinden bestehende Verband wurde mit Wirkung vom 1. Januar 2017 um die Gemeinden Chaumeil, Meyrignac-l’Église und Sarran aus der gleichzeitig aufgelösten Communauté de communes des Monédières erweitert. Bei dieser Gelegenheit wurde der Gemeindeverband von seinem ursprünglichen Namen Communauté de communes des Ventadour auf die aktuelle Bezeichnung umbenannt.

## Mitgliedsgemeinden
| Gemeinde                                                | Einwohner 1. Januar 2022 | Fläche km² | Dichte Einw./km² | Code INSEE | Postleitzahl |
| ------------------------------------------------------- | ------------------------ | ---------- | ---------------- | ---------- | ------------ |
| Champagnac-la-Noaille                                   | 230                      | 25,47      | 9                | 19039      | 19320        |
| Chapelle-Spinasse                                       | 113                      | 5,89       | 19               | 19046      | 19300        |
| Chaumeil                                                | 166                      | 31,70      | 5                | 19051      | 19390        |
| Darnets                                                 | 309                      | 25,42      | 12               | 19070      | 19300        |
| Égletons                                                | 4.336                    | 16,85      | 257              | 19073      | 19300        |
| Lafage-sur-Sombre                                       | 135                      | 18,94      | 7                | 19097      | 19320        |
| Lapleau                                                 | 386                      | 17,76      | 22               | 19106      | 19550        |
| Laval-sur-Luzège                                        | 102                      | 16,94      | 6                | 19111      | 19550        |
| Marcillac-la-Croisille                                  | 853                      | 38,69      | 22               | 19125      | 19320        |
| Meyrignac-l’Église                                      | 63                       | 10,22      | 6                | 19137      | 19800        |
| Montaignac-sur-Doustre                                  | 634                      | 32,70      | 19               | 19143      | 19300        |
| Moustier-Ventadour                                      | 430                      | 29,85      | 14               | 19145      | 19300        |
| Péret-Bel-Air                                           | 84                       | 15,49      | 5                | 19159      | 19300        |
| Rosiers-d’Égletons                                      | 1.087                    | 38,18      | 28               | 19176      | 19300        |
| Saint-Hilaire-Foissac                                   | 191                      | 36,92      | 5                | 19208      | 19550        |
| Saint-Merd-de-Lapleau                                   | 193                      | 24,50      | 8                | 19225      | 19320        |
| Saint-Yrieix-le-Déjalat                                 | 329                      | 40,33      | 8                | 19249      | 19300        |
| Sarran                                                  | 274                      | 26,09      | 11               | 19251      | 19800        |
| Soudeilles                                              | 297                      | 20,39      | 15               | 19263      | 19300        |
| Communauté de communes de Ventadour-Égletons-Monédières | 10.212                   | 472,33     | 22               | –          | –            |